# 1989 WC3
1989 WC3 är en asteroid i huvudbältet som upptäcktes den 27 november 1989 av den japanska astronomen Yoshiaki Oshima vid Gekko-observatoriet.
Den har en diameter på ungefär 4 kilometer.